# Championnats d'Europe de slalom (canoë-kayak) 2021
Navigation
2020 2022
Les Championnats d'Europe de slalom de canoë-kayak 2021 se déroulent à Ivrée (Italie) du 6 au 9 mai 2021.
La compétition est qualificative pour les Jeux olympiques de Tokyo.

## Résultats

### Hommes

#### Canoë
| Épreuves                    | Or                                                         | Or    | Argent                                                     | Argent | Bronze                                            | Bronze |
| --------------------------- | ---------------------------------------------------------- | ----- | ---------------------------------------------------------- | ------ | ------------------------------------------------- | ------ |
| Canoë monoplace par équipes | Slovaquie Alexander Slafkovský Michal Martikán Matej Beňuš | 91.86 | Italie Roberto Colazingari Raffaello Ivaldi Flavio Micozzi | 96.01  | Slovénie Benjamin Savšek Luka Božič Nejc Polenčič | 99.38  |
| Canoë monoplace             | Denis Gargaud Chanut (FRA)                                 | 87.55 | Matej Beňuš (SVK)                                          | 88.65  | Sideris Tasiadis (GER)                            | 89.47  |

#### Kayak
| Épreuves                    | Or                                                   | Or                | Argent                                             | Argent             | Bronze                                                                 | Bronze              |
| --------------------------- | ---------------------------------------------------- | ----------------- | -------------------------------------------------- | ------------------ | ---------------------------------------------------------------------- | ------------------- |
| Kayak monoplace par équipes | Tchéquie Jiří Prskavec Vavřinec Hradilek Vít Přindiš | 88.54             | Allemagne Hannes Aigner Tim Maxeiner Stefan Hengst | 90.16              | Grande-Bretagne Bradley Forbes-Cryans Joseph Clarke Christopher Bowers | 90.85               |
| Kayak monoplace             | Vít Přindiš (CZE)                                    | 81.90             | Giovanni De Gennaro (ITA)                          | 82.65              | Peter Kauzer (SVN)                                                     | 82.92               |
| Kayak monoplace extrême     | Vít Přindiš (CZE)                                    | Vít Přindiš (CZE) | Dimitri Marx (SUI)                                 | Dimitri Marx (SUI) | Joseph Clarke (GBR)                                                    | Joseph Clarke (GBR) |

### Dames

#### Canoë
| Épreuves                    | Or                                                         | Or     | Argent                                                          | Argent | Bronze                                           | Bronze |
| --------------------------- | ---------------------------------------------------------- | ------ | --------------------------------------------------------------- | ------ | ------------------------------------------------ | ------ |
| Canoë monoplace par équipes | Slovaquie Simona Glejteková Zuzana Paňková Monika Škáchová | 112.22 | Grande-Bretagne Kimberley Woods Mallory Franklin Sophie Ogilvie | 116.51 | France Marjorie Delassus Lucie Prioux Angèle Hug | 122.58 |
| Canoë monoplace             | Miren Lazkano (ESP)                                        | 100.15 | Tereza Fišerová (CZE)                                           | 100.51 | Elena Apel (GER)                                 | 104.01 |

#### Kayak
| Épreuves                    | Or                                                            | Or                              | Argent                                                        | Argent               | Bronze                                                                | Bronze                 |
| --------------------------- | ------------------------------------------------------------- | ------------------------------- | ------------------------------------------------------------- | -------------------- | --------------------------------------------------------------------- | ---------------------- |
| Kayak monoplace par équipes | Grande-Bretagne Kimberley Woods Fiona Pennie Mallory Franklin | 105.79                          | Autriche Corinna Kuhnle Antonia Oschmautz Viktoria Wolffhardt | 107.98               | Tchéquie Kateřina Minařík Kudějová Veronika Vojtová Antonie Galušková | 111.60                 |
| Kayak monoplace             | Corinna Kuhnle (AUT)                                          | 91.42                           | Eva Terčelj (SVN)                                             | 91.89                | Ricarda Funk (GER)                                                    | 95.34                  |
| Kayak monoplace extrême     | Kateřina Minařík Kudějová (CZE)                               | Kateřina Minařík Kudějová (CZE) | Corinna Kuhnle (AUT)                                          | Corinna Kuhnle (AUT) | Veronika Vojtová (CZE)                                                | Veronika Vojtová (CZE) |

## Tableau des médailles
- Pays organisateur ( Italie)

| Rang  | Nation          | Or | Argent | Bronze | Total |
| ----- | --------------- | -- | ------ | ------ | ----- |
| 1     | Tchéquie        | 4  | 1      | 2      | 7     |
| 2     | Slovaquie       | 2  | 0      | 0      | 2     |
| 3     | Autriche        | 1  | 2      | 0      | 3     |
| 4     | Grande-Bretagne | 1  | 1      | 2      | 4     |
| 5     | France          | 1  | 0      | 1      | 2     |
| 6     | Espagne         | 1  | 0      | 0      | 0     |
| 7     | Italie          | 0  | 2      | 0      | 2     |
| 8     | Allemagne       | 0  | 1      | 3      | 4     |
| 9     | Slovénie        | 0  | 1      | 2      | 3     |
| 10    | Suisse          | 0  | 1      | 0      | 1     |
| Total | Total           | 10 | 10     | 10     | 30    |